# یواس‌اس سیلویا (۱۸۸۲)
یواس‌اس سیلویا (۱۸۸۲) (به انگلیسی: USS Sylvia (1882)) یک کشتی بود که طول آن ۱۳۰ فوت (۴۰ متر) بود. این کشتی در سال ۱۸۸۲ ساخته شد.